# 里朋樹
里 朋樹（さと ともき、1990年6月6日 - ）は、日本の奄美シマ唄の唄者（民謡歌手）。奄美大島在住。

## 概要
奄美大島の南西部に位置する瀬戸内町はシマ唄の東節（ひぎゃぶし）の中心地である。夏祭りで聴いたシマ唄に惹かれて、7歳からは妹歩寿（ありす）とともに、中野律紀、元ちとせらの奄美民謡大賞受賞者をした輩出した唄者中野豊成（律紀の叔父）の古仁屋の教室「あさばな会」でシマ唄と三味線を習い始めた。毎日兄妹2人の掛け合いでシマ唄を歌うことで、みるみる上達した。病床にあった師匠は若い弟子へ口伝の唄を託すべく、一心に教え、ほどなく亡くなったが、権威ある奄美民謡大賞少年の部で最優秀賞を受賞するまでに、師匠の唄を見事に受け継いだ。2003年には兄妹のCDが発売された。録音時は12歳で、声変わり前の少年の唄であるが、力強い高音は出色。このため、奄美大島のコミュニティ放送あまみエフエムのシマ唄番組では、今でもしばしばこのCDの「俊良主」などが放送されている。
大学進学で大阪府に移り住み、大阪市、寝屋川市、尼崎市など、周辺の奄美料理店でのライブや奄美、沖縄関連のイベントなどでシマ唄を披露していた。また、同年代としては少ない奄美方言の話し手として、郷友会のイベント等でしばしば司会を任された。
2017年3月に帰郷、現在は地方公務員として勤務しながら、地元奄美大島だけでなく関西、東京等で開催のシマ唄ライブ、奄美関連イベントに参加している。
趣味は野球（阪神タイガース）、相撲の観戦。

## ガサムン
奄美のシマ唄を若者や他の地方の人にも親しみやすいアレンジで楽しんでもらうべく、2015年1月に大学の同級生4人で結成したユニット。奄美方言でがさがさと落ち着きのない者を意味する語であるが、シマ唄を賑やかに楽しむというコンセプトを表している。関西でライブ活動を行っていたが、朋樹の帰郷により活動休止。
メンバー
- 朋樹 - 三味線と唄を担当。
- けんじ - 大阪府生まれ。ヒューマンビートボックス担当。
- しんじ - 奄美市名瀬出身。楽器は持たず、センターでさまざまなパフォーマンスを担当。
- なるみ - 鹿児島県徳之島町亀津出身。パーカッション担当。

## 経歴
- 1990年6月6日 - 鹿児島県大島郡瀬戸内町古仁屋生まれ。
- 1997年10月 - 瀬戸内町古志出身の唄者中野豊成の教室でシマ唄を習い始める。
- 1998年5月 - 三味線を習い始める。
- 2001年5月 - 「第22回奄美民謡大賞」少年の部・優秀賞
- 2002年5月 - 「第23回奄美民謡大賞」少年の部・最優秀賞
- 2003年1月 - CD『大樹のうた』発売。囃子は妹の歩寿。
- 2008年5月 - 「第29回奄美民謡大賞」青年の部・奨励賞
- 2015年1月 - けんじ、しんじ、なるみとガサムンを結成。
- 2017年4月 - 故郷で地方公務員となる。
- 2017年11月19日 - 瀬戸内町で第1回「若手島唄まつり」に出演。

## CD

### アルバム
- 『大樹のうた』（2003年1月。セントラル楽器 C-21） 唄：里朋樹、囃子：里歩寿
  1. 俊良主
  2. くるだんど
  3. 長菊女
  4. 心配（しわ）じゃ（糸くり)
  5. らんかん橋
  6. 長雲
  7. いそ加那
  8. 嘉徳なべ加那
  9. ワイド節
  10. 正月着物
  11. 行きゅんにゃ加那
  12. 仕事唄
  13. 豊年節

### 参加作品
- 里歩寿『アリス』（2012年3月2日。セントラル楽器 C-40）
  - 曲13「豊年節」、14「渡しゃ」、15「ワイド節」の唄・三味線・囃子：里朋樹
- 『美しき奄美のうた』（2003年5月21日。日本コロムビア COCJ-32192）- M18「いとぅ」を収録。
- 『美しき奄美のうた 八月踊り』（2003年12月17日。日本コロムビア COCJ-32516）- M15「糸くり節」、M16「よいすら節」を収録。

## DVD

### 参加作品
- 『奄美・琉球フェスティバル』（2014年、瀬戸内ケーブルテレビ）